# Calcio Monza 1986-1987
Questa voce raccoglie le informazioni riguardanti il Calcio Monza nelle competizioni ufficiali della stagione 1986-1987.

## Stagione
Dopo l'amara retrocessione, nella stagione 1986-1987 il Monza riparte dalla Serie C1. 
La dirigenza Affida all'allenatore Antonio Pasinato il compito di guidare la squadra e le speranze di riportarlo in Serie B, deve fare i conti con un campionato duro e scorbutico, dominato da tre formazioni, il Piacenza, il Padova e la Reggiana. 
Con 36 punti la squadra brianzola si deve accontentare del quinto posto, alle spalle anche della Spal. Con 9 reti il miglior marcatore stagionale dei biancorossi è stato il siciliano Gaetano Auteri arrivato dal Genoa, dei quali 8 in campionato ed 1 in Coppa Italia, bene anche il gioiellino diciassettenne monzese Pierluigi Casiraghi autore di 8 reti, 2 in Coppa e 6 in campionato. In evidenza in difesa anche il libero ventenne varesino Alessandro Costacurta di scuola Milan.
Nella Coppa Italia nazionale, il Monza disputa prima del campionato, il terzo girone di qualificazione, che promuove agli ottavi di finale la Juventus e la Cremonese, unica soddisfazione la vittoria (2-0) sulla Sampdoria. Nella Coppa Italia di Serie C la squadra brianzola entra in scena a gennaio, disputando i sedicesimi di finale, ma viene subito estromessa nel doppio confronto dal Novara, ai calci di rigore nella gara di ritorno.

## Organigramma societario
Area direttiva
- Presidente: Valentino Giambelli
- Vice Presidenti: Davide Halevim ed Enrico Perego
- Amministratore delegato: Enrico Perego
- Direttore Sportivo: Gianluigi Maggioni
- Dirigenti S.G.: Sandro De Lazzeri e Meregalli

Area organizzativa
- Segretario: Rag. Enrico Tosoni

Area tecnica
- Allenatore: Antonio Pasinato
- Allenatore in 2ª: Francesco Brignani
- Preparatore atletico: prof. Massimo Barzaghi
- Medico sociale: Prof. Danilo Tagliabue.
- Massaggiatore: Marco Viganò

## Rosa
| N. |                   | Ruolo | Calciatore            |
| -- | ----------------- | ----- | --------------------- |
|    | Italia (bandiera) | P     | Francesco Antonioli   |
|    | Italia (bandiera) | P     | Mario Lenza           |
|    | Italia (bandiera) | P     | Davide Pinato         |
|    | Italia (bandiera) | P     | Alberto Torresin      |
|    | Italia (bandiera) | D     | Alessandro Costacurta |
|    | Italia (bandiera) | D     | Roberto Fontanini     |
|    | Italia (bandiera) | D     | Cristiano Giaretta    |
|    | Italia (bandiera) | D     | Daniele Nava          |
|    | Italia (bandiera) | D     | Giorgio Papais        |
|    | Italia (bandiera) | D     | Marco Saltarelli      |
|    | Italia (bandiera) | D     | Roberto Spollon       |
|    | Italia (bandiera) | D     | Daniele Tacconi       |
|    | Italia (bandiera) | C     | Giuseppe Bellavia     |
|    | Italia (bandiera) | C     | Massimo Brioschi      |
|    | Italia (bandiera) | C     | Giancarlo Casazza     |

| N. |                   | Ruolo | Calciatore          |
| -- | ----------------- | ----- | ------------------- |
|    | Italia (bandiera) | C     | Daniele Catto       |
|    | Italia (bandiera) | C     | Emanuele Dorini     |
|    | Italia (bandiera) | C     | Primo Maragliulo    |
|    | Italia (bandiera) | C     | Riccardo Monguzzi   |
|    | Italia (bandiera) | C     | Alessandro Paleari  |
|    | Italia (bandiera) | C     | Fulvio Saini        |
|    | Italia (bandiera) | A     | Gaetano Auteri      |
|    | Italia (bandiera) | A     | Luca Bianchi        |
|    | Italia (bandiera) | A     | Marco Bolis         |
|    | Italia (bandiera) | A     | Maurizio Bonomi     |
|    | Italia (bandiera) | A     | Pierluigi Casiraghi |
|    | Italia (bandiera) | A     | Nicola Coppola      |
|    | Italia (bandiera) | A     | Stefano Forzan      |
|    | Italia (bandiera) | A     | Redaelli            |
|    | Italia (bandiera) | A     | Michele Stucchi     |

## Calciomercato
| Acquisti | Acquisti              | Acquisti   | Acquisti   |
| R.       | Nome                  | da         | Modalità   |
| -------- | --------------------- | ---------- | ---------- |
| A        | Gaetano Auteri        | Genoa      | definitivo |
| C        | Giuseppe Bellavia     | Monza      | primavera  |
| A        | Luca Bianchi          | Monza      | primavera  |
| A        | Maurizio Bonomi       | ???        | ???        |
| C        | Giancarlo Casazza     | Monza      | primavera  |
| A        | Nicola Coppola        | Nocerina   | definitivo |
| D        | Alessandro Costacurta | Milan      | prestito   |
| A        | Stefano Forzan        | Monza      | primavera  |
| D        | Cristiano Giaretta    | Monza      | primavera  |
| P        | Mario Lenza           | Monza      | allievi A  |
| C        | Primo Maragliulo      | Campobasso | definitivo |
| D        | Daniele Nava          | Monza      | primavera  |
| A        | Alessandro Paleari    | Monza      | allievi B  |
| A        | Redaelli              | ???        | ???        |
| A        | Michele Stucchi       | ???        | ???        |

| Cessioni | Cessioni            | Cessioni    | Cessioni      |
| R.       | Nome                | a           | Modalità      |
| -------- | ------------------- | ----------- | ------------- |
| A        | Claudio Ambu        | Genoa       | definitivo    |
| A        | Roberto Antonelli   | inattivo    | fine attività |
| C        | Evaristo Beccalossi | Brescia     | definitivo    |
| C        | Mauro Boccafresca   | Avellino    | fine prestito |
| C        | Antonio Crusco      | ???         | ???           |
| D        | Walter Dondoni      | Padova      | definitivo    |
| D        | Angiolino Gasparini | inattivo    | squalificato  |
| D        | Maurizio Laureri    | Bari        | definitivo    |
| C        | Giovanni Lorini     | inattivo    | squalificato  |
| C        | Carlo Rossi         | Ospitaletto | definitivo    |

## Risultati

### Serie C1

#### Girone di andata
| Arbitro: | Bailo (Novi Ligure) |

|                                  |           |              |
| Maragliulo 31’ (rig.) Papais 43’ | Marcatori | 4’ Perinelli |

| Reggio Emilia 28 settembre 1986 2ª giornata | Reggiana       | 0 – 0 | Monza | Stadio Mirabello\| Arbitro: \| Bruni (Arezzo) \| |
| Arbitro:                                    | Bruni (Arezzo) |       |       |                                                  |

| Arbitro: | Trinchieri (Roma) |

|  |           |                               |
|  | Marcatori | 38’, 48’ Auteri 76’ Casiraghi |

| Arbitro: | Boggi (Salerno) |

|                     |           |  |
| Borsella 16’ (aut.) | Marcatori |  |

| Arbitro: | Fiorenza (Siena) |

|             |           |  |
| Concina 71’ | Marcatori |  |

| Monza 26 ottobre 1986 6ª giornata | Monza               | 0 – 0 | Ancona | Stadio Gino Alfonso Sada\| Arbitro: \| Manfredini (Modena) \| |
| Arbitro:                          | Manfredini (Modena) |       |        |                                                               |

| Arbitro: | Calabretta (Catanzaro) |

|              |           |  |
| Briaschi 82’ | Marcatori |  |

| Arbitro: | Quartuccio (Torre Annunziata) |

|                                                |           |  |
| Casiraghi 30’, 57’ (rig.) Saini 42’ Auteri 68’ | Marcatori |  |

| Arbitro: | Boemo (Cervignano del Friuli) |

|                |           |  |
| Di Stefano 57’ | Marcatori |  |

| Arbitro: | Boggi (Salerno) |

|                                        |           |               |
| Maragliulo 30’ Casiraghi 46’ Bolis 54’ | Marcatori | 14’ Mulinacci |

| Arbitro: | Guidi (Bologna) |

|              |           |           |
| Salvi G. 15’ | Marcatori | 18’ Bolis |

| Arbitro: | Conforti (Macerata) |

|          |           |  |
| Da Re 6’ | Marcatori |  |

| Arbitro: | Bettini (Forlì) |

|             |           |              |
| Spollon 31’ | Marcatori | 41’ Benaglia |

| Arbitro: | Vasselli (Roma) |

|  |           |             |
|  | Marcatori | 5’ Monguzzi |

| Arbitro: | Fiorenza (Siena) |

|                                   |           |  |
| Casiraghi 42’ (rig.) Monguzzi 77’ | Marcatori |  |

| La Spezia 11 gennaio 1987 16ª giornata | Spezia             | 0 – 0 | Monza | Stadio Alberto Picco\| Arbitro: \| Tedeschi (Bologna) \| |
| Arbitro:                               | Tedeschi (Bologna) |       |       |                                                          |

| Arbitro: | Cucchiara (Bari) |

|  |           |             |
|  | Marcatori | 85’ Maresca |

#### Girone di ritorno
| Arbitro: | Ceccarini (Livorno) |

|               |           |  |
| Fermanelli 3’ | Marcatori |  |

| Monza 1º febbraio 1987 19ª giornata | Monza               | 0 – 0 | Reggiana | Stadio Gino Alfonso Sada\| Arbitro: \| Bailo (Novi Ligure) \| |
| Arbitro:                            | Bailo (Novi Ligure) |       |          |                                                               |

| Arbitro: | Gargiulo (Napoli) |

|                    |           |  |
| Vitillo 50’ (aut.) | Marcatori |  |

| Arbitro: | Di Gennaro (Ercolano) |

|                 |           |                                  |
| Cornacchini 89’ | Marcatori | 10’ (aut.) Riccitelli 88’ Auteri |

| Arbitro: | Monni (Sassari) |

|  |           |                         |
|  | Marcatori | 45’ Serioli 55’ Madonna |

| Arbitro: | Fiorenza (Siena) |

|                                       |           |                      |
| D'Adderio 39’ Pregnolato 82’ Paci 83’ | Marcatori | 12’ (aut.) Roncaglia |

| Arbitro: | Mantovani (Genova) |

|               |           |  |
| Casiraghi 23’ | Marcatori |  |

| Arbitro: | Da Ros (Treviso) |

|                        |           |                |
| Corsi 32’ Pasquini 81’ | Marcatori | 79’ Maragliulo |

| Monza 29 marzo 1987 26ª giornata | Monza              | 0 – 0 | Prato | Stadio Gino Alfonso Sada\| Arbitro: \| Zucchini (Bologna) \| |
| Arbitro:                         | Zucchini (Bologna) |       |       |                                                              |

| Arbitro: | Magliulo (Torre Annunziata) |

|               |           |  |
| Cinquetti 90’ | Marcatori |  |

| Arbitro: | Zebellin (Bassano del Grappa) |

|                 |           |  |
| Auteri 13’, 90’ | Marcatori |  |

| Arbitro: | Mazzetti (Firenze) |

|           |           |             |
| Bolis 87’ | Marcatori | 21’ Coppola |

| Arbitro: | Taverniti (Roma) |

|                      |           |             |
| Adami 14’ Mosele 30’ | Marcatori | 64’ Tacconi |

| Arbitro: | Guidi (Bologna) |

|                                    |           |                                        |
| Monguzzi 30’ Coppola 54’ Bolis 81’ | Marcatori | 27’ Biffi 31’ (aut.) Papais 48’ Avanzi |

| Arbitro: | Ceccarini (Livorno) |

|  |           |            |
|  | Marcatori | 60’ Auteri |

| Monza 31 maggio 1987 33ª giornata | Monza                  | 0 – 0 | Spezia | Stadio Gino Alfonso Sada\| Arbitro: \| Calabretta (Catanzaro) \| |
| Arbitro:                          | Calabretta (Catanzaro) |       |        |                                                                  |

| Arbitro: | Quartuccio (Torre Annunziata) |

|  |           |                          |
|  | Marcatori | 53’, 73’ (rig.) Monguzzi |

### Coppa Italia

#### Primo turno
| Reggio Emilia 24 agosto 1986 1ª giornata | Reggiana           | 0 – 0 | Monza | Stadio Mirabello\| Arbitro: \| Di Cola (Avezzano) \| |
| Arbitro:                                 | Di Cola (Avezzano) |       |       |                                                      |

| Arbitro: | Coppetelli (Tivoli) |

|  |           |              |
|  | Marcatori | 22’ Briaschi |

| Arbitro: | Pucci (Firenze) |

|                                           |           |  |
| Nicoletti 21’, 53’ Pelosi 76’ Finardi 80’ | Marcatori |  |

| Arbitro: | Lombardo (Marsala) |

|                   |           |  |
| Casiraghi 8’, 17’ | Marcatori |  |

| Arbitro: | Bruschini (Firenze) |

|                       |           |  |
| Nobile 39’ Tacchi 68’ | Marcatori |  |

### Coppa Italia Serie C

#### Fase a eliminazione diretta
| Arbitro: | Benazzoli (Bassano del Grappa) |

|                 |           |  |
| Mazzeo 44’, 67’ | Marcatori |  |

| Arbitro: | Bruni (Arezzo) |

|                        |           |              |
| Auteri 56’ Tacconi 89’ | Marcatori | 104’ Scienza |

## Statistiche

### Statistiche di squadra
| Competizione         | Punti | In casa | In casa | In casa | In casa | In casa | In casa | In trasferta | In trasferta | In trasferta | In trasferta | In trasferta | In trasferta | Totale | Totale | Totale | Totale | Totale | Totale | DR |
| Competizione         | Punti | G       | V       | N       | P       | Gf      | Gs      | G            | V            | N            | P            | Gf           | Gs           | G      | V      | N      | P      | Gf     | Gs     | DR |
| -------------------- | ----- | ------- | ------- | ------- | ------- | ------- | ------- | ------------ | ------------ | ------------ | ------------ | ------------ | ------------ | ------ | ------ | ------ | ------ | ------ | ------ | -- |
| Serie C1             | 36    | 17      | 8       | 7       | 2       | 21      | 10      | 17           | 5            | 3            | 9            | 13           | 15           | 34     | 13     | 10     | 11     | 34     | 25     | +9 |
| Coppa Italia         | 3     | 2       | 1       | 0       | 1       | 2       | 1       | 3            | 0            | 1            | 2            | 0            | 6            | 5      | 1      | 1      | 3      | 2      | 7      | -5 |
| Coppa Italia Serie C | 2     | 1       | 1       | 0       | 0       | 2       | 1       | 1            | 0            | 0            | 1            | 0            | 2            | 2      | 1      | 0      | 1      | 2      | 3      | -1 |
| Totali               | -     |         |         |         |         |         |         |              |              |              |              |              |              |        |        |        |        |        |        | +3 |

### Statistiche dei giocatori
| Giocatore     | Serie C1 | Serie C1 | Coppa Italia | Coppa Italia | Coppa Italia C | Coppa Italia C | Totale   | Totale |
| Giocatore     | Presenze | Reti     | Presenze     | Reti         | Presenze       | Reti           | Presenze | Reti   |
| ------------- | -------- | -------- | ------------ | ------------ | -------------- | -------------- | -------- | ------ |
| F. Antonioli  | 2        | -1       | 2            | -1           | 2              | -3             | 6        | -5     |
| G. Auteri     | 31       | 8        | 0            | 0            | 2              | 1              | 33       | 9      |
| G. Bellavia   | 0        | 0        | 0            | 0            | 1              | 0              | 1        | 0      |
| L. Bianchi    | 0        | 0        | 1            | 0            | 0              | 0              | 1        | 0      |
| M. Bolis      | 33       | 4        | 5            | 0            | 1              | 0              | 39       | 4      |
| M. Bonomi     | 2        | 0        | 0            | 0            | 1              | 0              | 3        | 0      |
| M. Brioschi   | 14       | 0        | 2            | 0            | 1              | 0              | 17       | 0      |
| G. Casazza    | 6        | 0        | 4            | 0            | 3              | 0              | 13       | 0      |
| P. Casiraghi  | 25       | 6        | 5            | 2            | 0              | 0              | 30       | 8      |
| D. Catto      | 14       | 0        | 3            | 0            | 2              | 0              | 19       | 0      |
| N. Coppola    | 16       | 1        | 1            | 0            | 2              | 0              | 19       | 1      |
| A. Costacurta | 30       | 0        | 0            | 0            | 1              | 0              | 31       | 0      |
| E. Dorini     | 0        | 0        | 0            | 0            | 1              | 0              | 1        | 0      |
| R. Fontanini  | 30       | 0        | 3            | 0            | 1              | 0              | 34       | 0      |
| S. Forzan     | 0        | 0        | 4            | 0            | 0              | 0              | 4        | 0      |
| C. Giaretta   | 11       | 0        | 0            | 0            | 1              | 0              | 12       | 0      |
| M. Lenza      | 0        | 0        | 1            | -4           | 0              | 0              | 1        | -4     |
| P. Maragliulo | 32       | 3        | 4            | 0            | 1              | 0              | 37       | 3      |
| R. Monguzzi   | 28       | 5        | 5            | 0            | 2              | 0              | 35       | 5      |
| D. Nava       | 7        | 0        | 2            | 0            | 1              | 0              | 10       | 0      |
| A. Paleari    | 1        | 0        | 0            | 0            | 1              | 0              | 2        | 0      |
| G. Papais     | 25       | 1        | 3            | 0            | 1              | 0              | 29       | 1      |
| D. Pinato     | 27       | -22      | 2            | -2           | 0              | 0              | 29       | -24    |
| . Redaelli    | 0        | 0        | 0            | 0            | 1              | 0              | 1        | 0      |
| F. Saini      | 32       | 1        | 5            | 0            | 1              | 0              | 38       | 1      |
| M. Saltarelli | 28       | 0        | 3            | 0            | 1              | 0              | 32       | 0      |
| R. Spollon    | 14       | 1        | 4            | 0            | 0              | 0              | 18       | 1      |
| M. Stucchi    | 2        | 0        | 0            | 0            | 0              | 0              | 2        | 0      |
| D. Tacconi    | 26       | 1        | 5            | 0            | 2              | 1              | 33       | 2      |
| A. Torresin   | 5        | -2       | 0            | 0            | 0              | 0              | 5        | -2     |